# Ekorus
Ekorus ekakeran es un género y especie extinto de mustélido grande que habitó la Kenia del Mioceno. Fueron  encontrados sus restos en el distrito de Narok en la formación Nawata, que data de hace unos 6 millones de años (piso Turoliano). Medía hasta 60 cm hasta los hombros y no estaba constituida como el resto de las comadrejas. 
La comadreja contemporánea tiene patas cortas y solo puede tener breves explosiones de velocidad. En cambio, las patas del Ekorus son más similares a las de los leopardos. Parece ser que antes de que los grandes felinos de África dominaran las sabanas, la comadreja gigante Ekorus perseguía a sus presas, como al caballo de tres dedos Eurygnathohippus y al gran jabalí Nyanzachoerus. La razón para esta evolución pudo haber sido el gran Valle del Rift. Antes de que apareciera esta formación, Kenia estaba más poblada por bosques y zonas mixtas arboladas y abiertas. Eventualmente, mientras se fue abriendo la grieta, los bosques se abrieron y dieron paso a zonas de pastizales. Las rápidas criaturas hechas para el terreno abierto prosperaron mientras las especies lentas de los bosques desaparecieron. 
Fósiles de grandes comadrejas del Mioceno han aparecido en Norteamérica y Asia.